# Baie de Sangareya
La baie de Sangareya ou Sangaréa est une baie de Guinée proche de la ville de Conakry et limitée au sud par la péninsule de Kaloum et les îles de Loos. Cette baie recueille les eaux du fleuve Konkouré, au nord, et du fleuve Soumba (ou Dubréka), au nord-est.

## Population
On peut distinguer dans la population les habitants de la lisière continentale et ceux qui vivent dans la mangrove. Le peuplement est principalement Soussou, avec une minorité de Peuls.
Au total, il a été recensé vers 2010 environ 9 000 habitants dans ces zones, dont un peu moins des deux-tiers dans la bordure continentale.

## Activités
Dans la lisière continentale, l'activité est surtout l'agriculture (riziculture, maraîchage, palmier à huile), l'élevage bovin et la fabrication de charbon de bois. Dans la mangrove, c'est la riziculture, la pêche (dans les chenaux de mangrove ou en mer), la récolte de sel et la coupe de bois.
L'interaction entre les deux milieux est constante. La circulation entre les habitats se fait en pirogue. Dans les îles, pendant la saison sèche, l'approvisionnement en eau potable, qu'il faut aller chercher sur le continent et transporter dans des bidons en pirogue, est un souci permanent ; pendant la saison des pluies, l'eau est récupérée dans des récipients et des bâches.